# Julius af Sillén
Axel Julius af Sillén, född den 5 september 1854 i Köpings landsförsamling, Västmanlands län, död den 16 juni 1924 i Strängnäs, var en svensk skolman och klassisk filolog. Han var far till Axel och Elof af Sillén.
af Sillén avlade mogenhetsexamen i Västerås 1872 och inskrevs som student vid Uppsala universitet samma år. Han avlade filosofie kandidatexamen 1877 och filosofie licentiatexamen 1879. af Sillén disputerade för doktorsgraden 1880 och promoverades till filosofie doktor 1881. Han blev docent i grekiska språket i Uppsala samma år och studerade som innehavare av universitetets mindre resestipendium vid Leipzigs universitet 1881–1882. af Sillén blev vice lektor vid högre allmänna läroverket i Vänersborg 1883 och ordinarie lektor i grekiska och latinska språken vid högre allmänna läroverket i Strängnäs samma år. Han beviljades avsked från lektoratet 1919. af Sillén utgav i omarbetning Löfstedts Grekisk grammatik (fjärde upplagan, 1904), filologiska studier samt uppsatser och recensioner i tidningar och tidskrifter. Han blev riddare av Nordstjärneorden 1899.